# G20 (アルバム)
『G20』（ジートウェンティ）は、ゴスペラーズのベストアルバム。2014年12月17日にKi/oon Recordsから発売された。

## 概要
ファンからの投票で上位に入った曲をもとに構成された、『G10』以来10年ぶり2枚目のベストアルバムである。Disc1には後期の、Disc2には前期の楽曲が収録されている。
初回限定盤と通常盤の2種類でリリースされており、初回限定盤には「クリスマス・クワイア」のMVと「祝!ゴスペラーズ デビュー20周年 G20 最強のGOSは誰だ!? 『KING OF GOS』選手権〜総合編〜」が収録されたDVDと、作品ごとに制作されたビジュアルを掲載した60ページを超えるフォトブックが付属している。

## 収録曲

### Disc-1
1. 1,2,3 for 5  [3:33]
  - 作詞・作曲：酒井雄二、編曲：YANAGIMAN
2. ギリギリSHOUT!! [3:56]
  - 作詞：山田ひろし、作曲：酒井雄二、編曲：YANAGIMAN
3. Thank You [4:22]
  - 作詞・作曲：Dallas Austin・Wanya Morris・Sean Stockman・Nate Morris・Michael McCary

Boyz II Menの同名曲カバー。
4. ミモザ [4:53]
  - 作詩：安岡優、作曲：黒沢薫、佐々木真里、編曲：清水信之
5. Heartbeats [6:44]
作詞：小西康陽、作曲：内海秀和、編曲：江上浩太郎
6. Love me! Love me! [3:02]
  - 作詩：安岡優、作曲・編曲：北山陽一
7. 冬物語 [4:32]
  - 作詩：安岡優、作曲：黒沢薫・妹尾武、編曲：野崎良太（Jazztronik）
8. Love Vertigo [4:04]
  - 作詞：酒井雄二、作曲：酒井雄二・平田祥一郎、編曲：平田祥一郎
9. SING!!!!! [4:13]
  - 作詞・作曲・編曲：前山田健一
10. 一筋の軌跡 [5:10]
  - 作詞：ゴスペラーズ、作曲：酒井雄二、編曲：鷺巣詩郎
11. Right on, Babe [4:32]
  - 作詞：山田ひろし、作曲：黒沢薫・酒井雄二・松本圭司、編曲：小松秀行
12. 見つめられない [5:02]
  - 作詞：山田ひろし、作曲：酒井雄二、編曲：YANAGIMAN
13. 冬響 [4:46]
  - 作詞：山田ひろし・酒井雄二、作曲：酒井雄二、編曲：前嶋康明
14. 氷の花 [5:16]
  - 作詞：MIZUE、作曲・編曲：妹尾武
15. ラヴ・ノーツ [5:13]
  - 作詩：安岡優・百田留衣、作曲：百田留衣、編曲：玉井健二・飛田将大
16. クリスマス・クワイア [4:07]
  - 作詞・作曲：酒井雄二、編曲：本間将人

### Disc-2
1. 侍ゴスペラーズ [3:33]
  - 作詞・作曲：村上てつや、編曲：村上てつや・DJバリ"K"〜ん
2. LOVE MACHINE [5:10]
  - 作詞・作曲：W. Moore・B. Griffin、編曲：小西貴雄、BANANA ICE

The Miraclesの同名曲カバー。
3. 永遠に [5:34]
  - 作詩：安岡優、作曲：妹尾武、編曲：Bryan-Michael Cox
4. ひとり [3:35]
  - 作詞・作曲：村上てつや、編曲：村上てつや・北山陽一
5. 星屑の街 [4:42]
  - 作詞・作曲：北山陽一・安岡優、編曲：北山陽一
6. 靴は履いたまま [4:52]
  - 作詩：安岡優、作曲・編曲：田辺恵二
7. Beginning [5:37]
  - 作詩：安岡優、作曲：北山陽一・妹尾武、編曲：K-Muto（Groovediggerz）
8. Slow Luv [4:27]
  - 作詞：山田ひろし・酒井雄二、作曲：酒井雄二、編曲：K-Muto（Groovediggerz）
9. 東京スヰート [5:29]
  - 作詞・作曲：村上てつや、編曲：村上てつや・宮田繁男
10. GOD BLESS YOU [4:23]
  - 作詞：山田ひろし、作曲：安岡優、編曲：田辺恵二
11. U'll Be Mine [4:32]
  - 作詩：安岡優、作曲：ゴスペラーズ、編曲：田辺恵二
12. いろは [3:10]
  - 作詞・作曲・編曲：酒井雄二
13. FIVE KEYS [4:41]
  - 作詞：酒井雄二・村上てつや、作曲：村上てつや・黒沢カオル・酒井雄二・K-Muto、編曲：K-Muto・村上てつや
14. 告白 [4:58]
  - 作詞：村上てつや・山田ひろし、作曲：村上てつや、編曲：K-Muto（Groovediggerz）
15. あたらしい世界 [4:48]
  - 作詞：康珍化、作曲：北山陽一、編曲：藤井丈司
16. Promise -a cappella- [4:46]
  - 作詞：近藤聖子、作曲・編曲：鈴木三博

## 投票ランキング
公式ホームページ内の特設ページ「G20 Anniversary Summitスペシャルサイト」にて、2014年4月から開始された第二弾企画「楽曲首脳会議」のなかで投票を募った。全楽曲をシングル、カップリング、アカペラ、カバー、アルバム曲前期、アルバム曲後期の6つのジャンルに分け、それぞれのランキングを発表した。上位5曲は以下のとおり。

### VOL1 シングル曲
1. 1,2,3 for 5
2. あたらしい世界
3. 永遠に
4. 告白
5. 星屑の街

### VOL2 カップリング曲
1. 東京スヰート
2. LOVE MACHINE
3. Beginning
4. 愛の歌
5. シークレット

### VOL3 カバーソング
1. LOVE MACHINE
2. Heartbeats
3. 真赤な太陽
4. Thank You
5. TIME STOP

### VOL4 アカペラ曲
1. 星屑の街
2. Love me! Love me!
3. いろは
4. 終わらない世界
5. One more day

### VOL5 アルバム収録曲前期
1. 靴は履いたまま
2. 侍ゴスペラーズ
3. Slow Luv
4. 月光
5. 裸身

### VOL6 アルバム収録曲後期
1. ギリギリSHOUT!!
2. 見つめられない
3. Love Vertigo
4. 残照
5. コーリング

## エピソード
- アルバムのアートワークは、五反田の旧島津公爵邸（清泉女子大学本館）、横浜の「ホテルニューグランド」で撮影されている。
- 一部CDにはデジタルノイズが存在する不具合があったため、返品対応を行った[5]（Disc-1/11曲目「Right on, Babe」約10秒の箇所）。